# 大里拳
大里 拳（おおさと けん、1994年6月4日 - ）は、日本のプロボクサー。大阪府大阪市出身。大鵬ボクシングジム所属。弟もプロボクサーの大里登。

## 来歴
2012年　第23回全国高等学校ボクシング選抜大会兼JOCジュニアオリンピック　ライトウェルター級優勝
2019年5月4日、後楽園ホールで日本スーパーフェザー級王者の末吉大と対戦し、10回0-2（93-97、95-96、95-95）で判定負けを喫し、王座を獲得することは出来なかった。
2021年9月26日、天満橋エルシアターで小西帝士と対戦し、4回2分18秒TKO勝ちを収めた。

## 戦績
- プロボクシング：23戦17勝（5KO）5敗1分